# Helen Kamperveen
Helen Kamperveen (Curaçao, 1949) is een Surinaams-Nederlands actrice en docent-eigenaar van de theaterschool OnStage.

## Biografie
Helen Kamperveen werd op Curaçao geboren en verhuisde eerst naar Suriname en op haar veertiende naar Nederland. Ze was sinds 1972 getrouwd met de radiomaker Johnny Kamperveen. Ze woonden afwisselend in Nederland en Suriname. In 1972 maakte ze haar theaterdebuut in Land te koop van Henk Tjon en Thea Doelwijt.
Nadat in 1982 haar schoonvader André Kamperveen door het militaire regime werd vermoord tijdens de Decembermoorden vertrok ze naar Nederland. Daar kwam ze via Henk Tjon in contact met Rufus Collins, wat haar acteercarrière in Nederland inluidde. Ze speelde een rol in De negers (1984) en haar eerste grote rol als Blanche in Tramlijn Begeerte (1986). In de jaren erna speelde ze meermaal grote rollen in verschillende theaterstukken. Daarnaast acteerde ze van 1992 tot 1994 een kleine honderdmaal in de rol van Dr. Mariëlle Simons-Jesserun in de televisieserie Medisch Centrum West.
In 1996 keerde ze terug naar Suriname en stond ze ook daar jarenlang op het toneel. In 2007 richtte ze de Jeugdtheaterschool OnStage op in Paramaribo, waarvan ze ook de leiding op haar nam. Voor haar school leidde ze ook zelf docenten op. Uit een schrijftraining voor jong Surinaams talent kwam in 2011 het theaterstuk Bami Cola voort. In 2017 stelde ze de cast samen voor de film Sing Song.
In 2022 werd de Colombina, de toneelprijs voor de indrukwekkendste vrouwelijke bijrol, aan haar toegekend voor haar rol in What is Love van Casper Vandeputte. Datzelfde jaar vertolkte Kamperveen de rol van Agnes in de VPRO-kinderserie Zenith II. Eind 2023 was ze te zien als Florri in de bioscoopfilm Neem me mee.